# Złotne
Złotne – wieś w Polsce położona w województwie małopolskim, w powiecie nowosądeckim, w gminie Nawojowa.
W latach 1975–1998 miejscowość administracyjnie należała do województwa nowosądeckiego.